# Dicranomyia anisota
Dicranomyia anisota är en tvåvingeart som först beskrevs av Alexander 1973.  Dicranomyia anisota ingår i släktet Dicranomyia och familjen småharkrankar.
Artens utbredningsområde är Fiji. Inga underarter finns listade i Catalogue of Life.